# Guns and Horses
"Guns and Horses" là một bài hát của nữ ca sĩ Ellie Goulding cho album phòng thu đầu tay của cô, Lights (2010). Bài hát được phát hành vào ngày 16 tháng 11 năm 2010 dưới dạng đĩa đơn thứ ba từ album.

## Danh sách bài hát
- Đĩa đơn CD tại Anh[1]

1. "Guns and Horses" (Radio Edit) – 3:34
2. "Guns and Horses" (Neo Tokyo Remix) – 5:05
3. "Guns and Horses" (Jezebel Remix) – 4:22

- EP iTunes tại Anh[2]

1. "Guns and Horses" (Radio Edit) – 3:33
2. "Guns and Horses" (Neo Tokyo Remix) – 5:05
3. "Guns and Horses" (Jezebel Remix) – 4:20
4. "Guns and Horses" (Tonka Remix) – 5:27

- Đĩa đơn 7" tại Anh[3]

A. "Guns and Horses" – 3:34
B. "Guns and Horses" (Neo Tokyo Remix) – 4:22

## Xếp hạng
| Bảng xếp hạng (2010) | Vị trí cao nhất |
| -------------------- | --------------- |
| Scotland (OCC)       | 25              |
| Anh Quốc (OCC)       | 26              |